# Helmut Elfring
Helmut Elfring (né le 17 janvier 1933 à Billerbeck et mort le 12 mars 2019 à Dülmen) est un homme politique allemand et membre du Landtag de Rhénanie-du-Nord-Westphalie (CDU).

## Biographie
Après l'école primaire et secondaire avec un diplôme d'études secondaires, il étudié le droit et les sciences politiques à l'Université de Münster et passe le premier examen d'État en droit. De 1958 à 1960, il travaille comme rédacteur étudiant au Semesterspiegel et à partir de 1961, rédacteur à plein temps du quotidien de Dortmund Ruhr-Nachrichten.
Elfring est membre de la CDU depuis 1955. Il est présent dans de nombreux comités du parti, dont, de 1966 à 1985 en tant que membre du comité exécutif d'État de la CDU Westphalie-Lippe.

## Parlementaire
Du 21 juillet 1962 au 30 mai 1990 Elfring est membre du Landtag de Rhénanie-du-Nord-Westphalie. Il est élu dans les 89e, 92e et 94e circonscriptions Coesfeld. Il est membre du conseil municipal de Dülmen de 1969 à 1998.

## Honneurs
- 1981: Officier de l'ordre du Mérite de la République fédérale d'Allemagne
- 1993: Ordre du Mérite de Rhénanie-du-Nord-Westphalie
- 1988: Commandeur de l'ordre du Mérite de la République fédérale d'Allemagne